# Dukes of Hamilton
Die Dukes of Hamilton waren eine kanadische Eishockeymannschaft aus Hamilton, Ontario. Das Team spielte von 1989 bis 1991 in einer der drei höchsten kanadischen Junioren-Eishockeyligen, der Ontario Hockey League (OHL).

## Geschichte
Die Toronto Marlboros wurden 1989 nach Hamilton Hamilton, Ontario, umgesiedelt und in Dukes of Hamilton umbenannt. Der Name wurde gewählt, da das Vorgängerteam den Spitznamen Duke of Marlborough trug. In ihrer ersten Spielzeit erreichten die Dukes gerade einmal elf Siege in 66 Spielen und holten insgesamt 28 Punkte, woraufhin sie die Möglichkeit, den Memorial Cup als Gastgeber auszutragen, verneinten, woraufhin der OHL-Finalist Kitchener Rangers für die Mannschaft aus Hamilton einsprang. Zwar konnte sich die Mannschaft in der Saison 1990/91 auf 17 Siege und 40 Punkte steigern, jedoch wurde das Franchise im Anschluss an die Spielzeit nach Guelph, Ontario, umgesiedelt, wo es seither unter dem Namen Guelph Storm in der OHL aktiv ist.

## Ehemalige Spieler
Folgende Spieler, die für die Dukes of Hamilton aktiv waren, spielten im Laufe ihrer Karriere in der National Hockey League: 
- Alek Stojanov
- Jeff Bes
- Kayle Short

## Team-Rekorde

### Karriererekorde
Spiele: 122  Michael Reier
Tore: 51  Michael Reier
Assists: 84  Michael Reier
Punkte: 135  Michael Reier
Strafminuten: 270  Alek Stojanov